# Света Петка (Видин)
Вижте пояснителната страница за други значения на Света Петка.
„Света Петка“ е църква във Видин, срещу музея „Кръстата казарма“ в старата укрепена част на града „Калето“. Паметник на културата от местно значение.

## История
Според надписа над входната врата църквата е изградена върху по-стари основи през 1634 г. Славянски надпис над входа на наоса, който е бил запазен в началото на XX век, датира нейния строеж през 1636 г. Той отбелязва, че изографисването на храма е станало с помощта на влашкия войвода Йоан Матей Басараба при видинския митрополит Софроний през 1646 г.
Бележитият български духовник Софроний Врачански е служил в „Св. Петка“ по време на принудителния си престой във Видин от 1800 до 1802 г.
В 1806 г. бившият еничар и местен владетел Осман Пазвантоглу затваря в църквата няколкостотин миряни и свещеници от Видин и околността, воглаве с владиката Калиник, и ги изколва пред олтара.
По силата на османския граничен закон от онова време властите можели да конфискуват и приспособяват за отбранителни цели всички постройки в граничното укрепление. Поради близостта ѝ до военни обекти църквата била превърната във военен склад за въглища и била в това състояние няколко години преди Освобождението през 1878 г.

## Описание
Сградата на църквата е еднокорабна, полувкопана в земята, с полуцилиндричен свод, поставен под двускатен покрив. Има широка, леко издължена апсида и малък, слабо осветен притвор с вход от южната страна. Стените са от каменна зидария, под покрива минават зъбчат корниз от камък и 4 реда тухли.
Вкопана е по-дълбоко в земята от църквата „Свети Пантелеймон“. Късният по-тесен притвор е със засводен вход към наоса, който е по-къс, с полуцилиндричен вход и ниши в надлъжните му стени.
Църквата е изографисана. По горните части на стените на наоса са разположени пояси и медальони с изображения на светци, а по свода са изписани евангелски сцени. В центъра му има 2 медальона, на които са изобразени Христос и Богородица.
Старият иконостас не е запазен. В църквата се съхраняват 2 икони с ценни обкови, работени през 1823 г. и 1832 г. от прочути видински златари. Интересно е филигранното кандило във форма на кораб, подарено на църквата през 1872 г.